# A Dal 2019
Der 8. A Dal fand am 23. Februar 2019 statt und war der ungarische Vorentscheid für den Eurovision Song Contest 2019 in Tel Aviv (Israel).
Als Sieger ging Joci Pápai mit dem Lied Az én apám hervor. Pápai gewann bereits A Dal 2017 und ist damit der erste Interpret, der die Sendung mehrmals gewinnen konnte. Außerdem ist er der erste Interprets Ungarns beim Wettbewerb, der das Land mehr als ein Mal vertritt.

## Format

### Konzept
Wie schon im Vorjahr, gab es auch 2019 wieder drei Vorrunden, zwei Halbfinale und ein Finale geben. Zehn Beiträge wurden demnach in jeder Vorrunde präsentiert, wovon ein durch Televoting und fünf durch Juryvoting das Halbfinale erreichten. Pro Halbfinale traten dann also neun Lieder an, wovon dann vier pro Halbfinale das Finale erreichten. Im Finale traten somit acht Interpreten auf. In der ersten Abstimmungsrunde bestimmte die Jury dann, welche vier Teilnehmer es in die zweite Abstimmungsrunde schafften. Schließlich wurde dort dann zu 100 % vom Televoting entschieden, wer A Dal 2019 gewinnt.

### Sendungen
| Sendung            | Sendedatum       | Zuschauer | Marktanteil |
| ------------------ | ---------------- | --------- | ----------- |
| Heat 1             | 19. Januar 2019  | 273.000   | 5,9 %       |
| Heat 2             | 26. Januar 2019  | 312.710   | 7,0 %       |
| Heat 3             | 02. Februar 2019 | 290.000   | 6,5 %       |
| Erstes Halbfinale  | 09. Februar 2019 | 303.873   | 7,0 %       |
| Zweites Halbfinale | 16. Februar 2019 | 291.000   | 7,0 %       |
| Finale             | 23. Februar 2019 | 337.000   | 10,7 %      |

### Jury
Dieses Jahr besteht die Jury erneut aus vier Personen. Neu dabei sind Feró Nagy und Lilla Vincze. Misi Mező und Miklós Both waren bereits 2018 Teil der A Dal Jury.

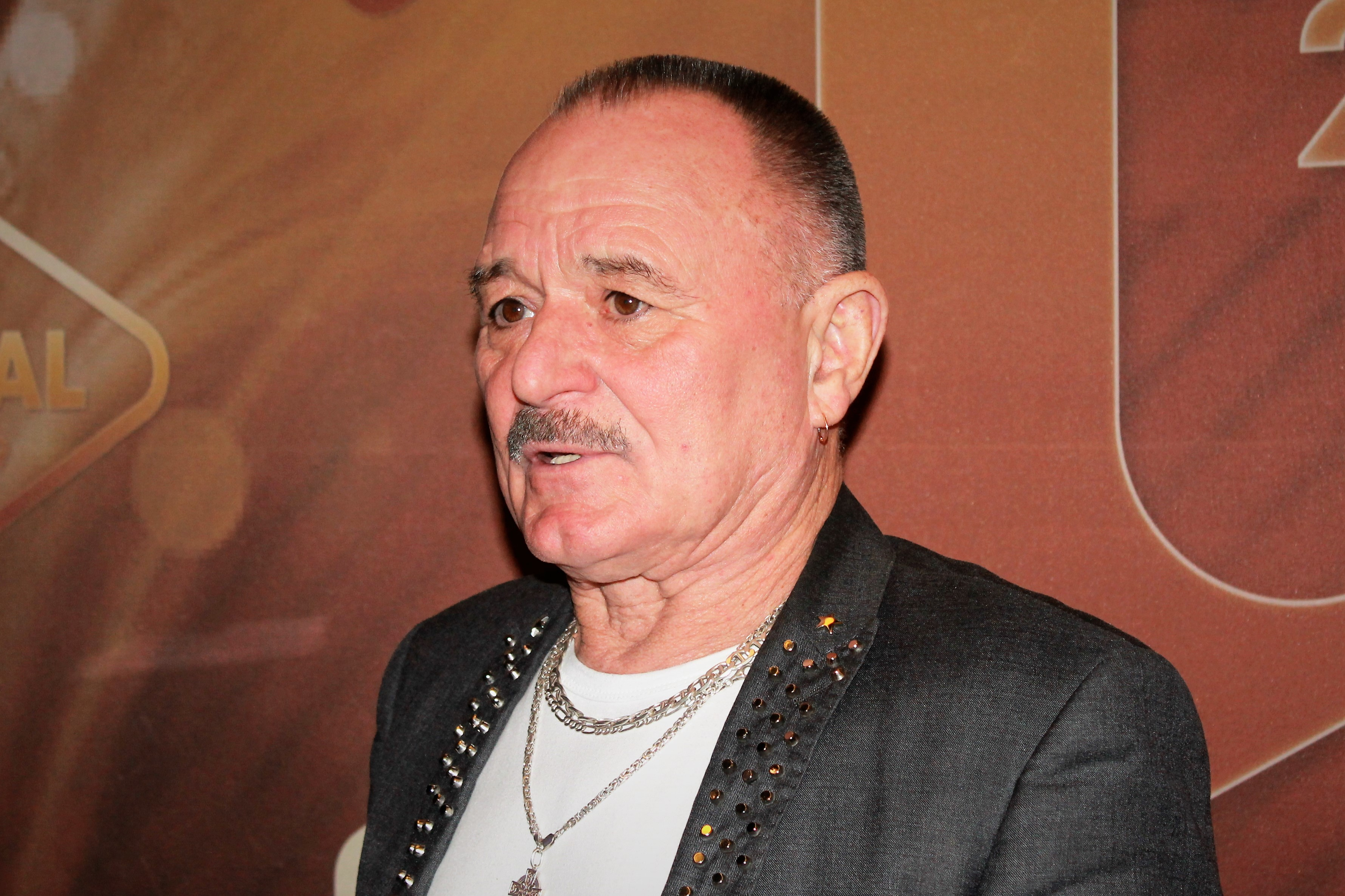
Feró Nagy
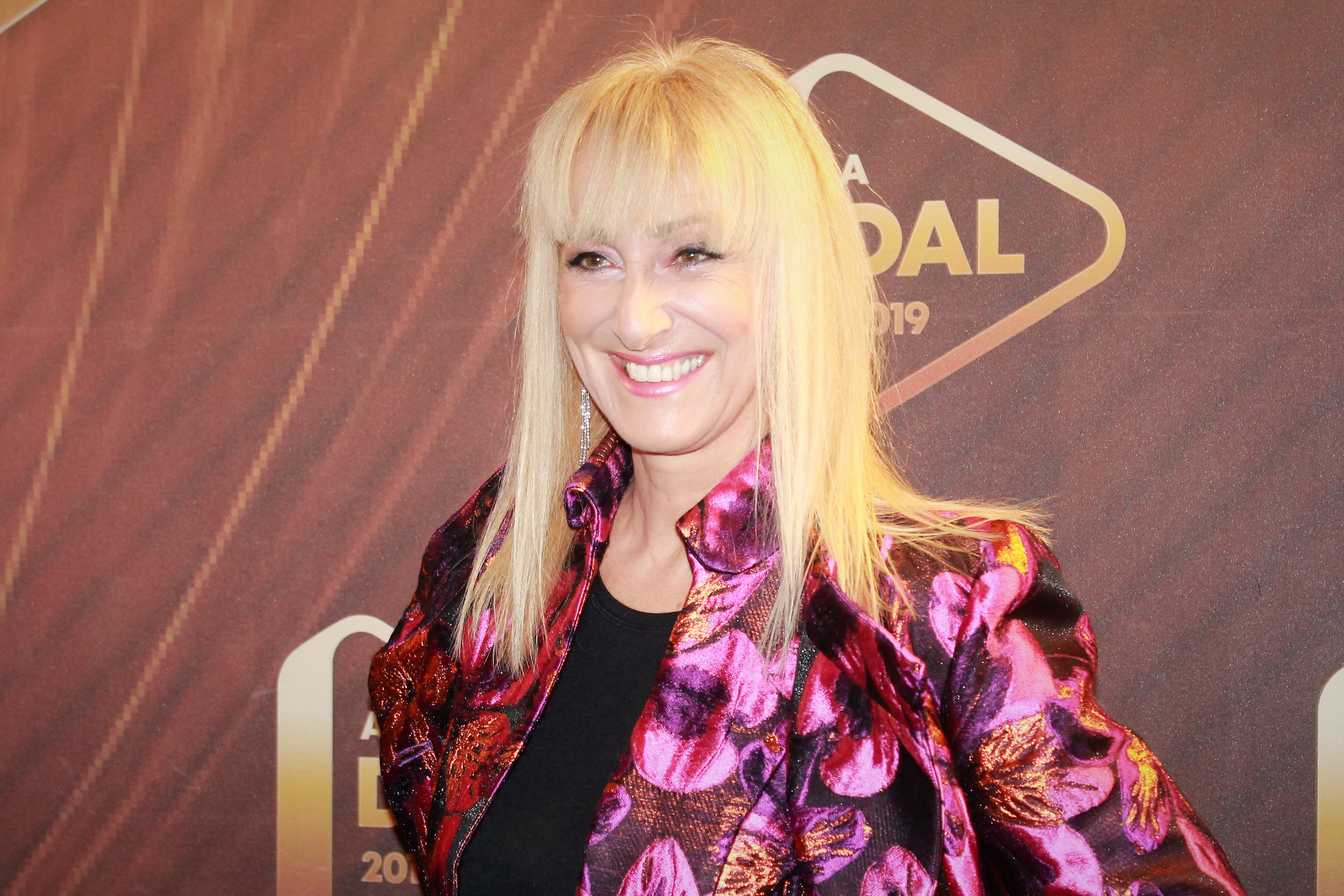
Lilla Vincze
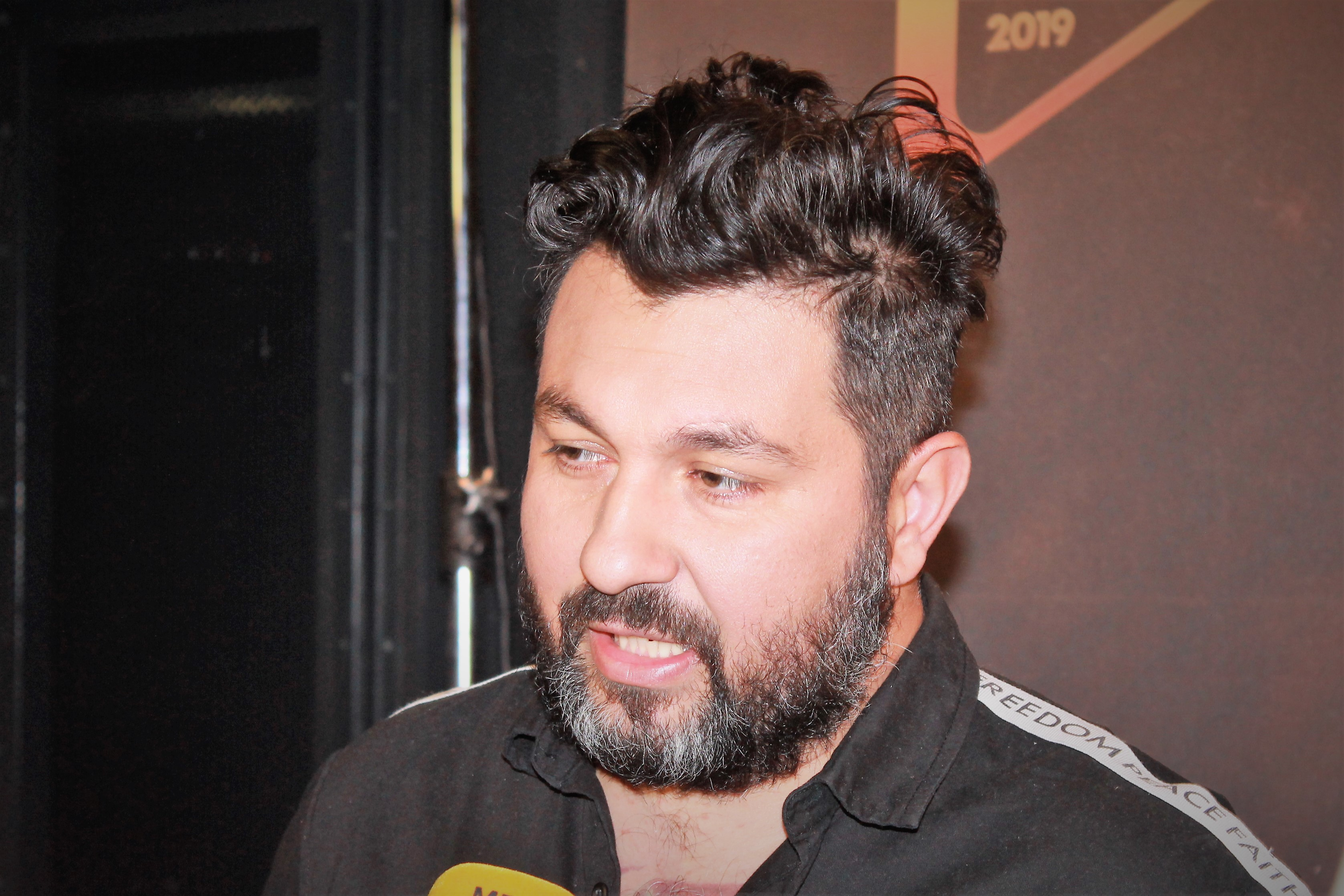
Misi Mező
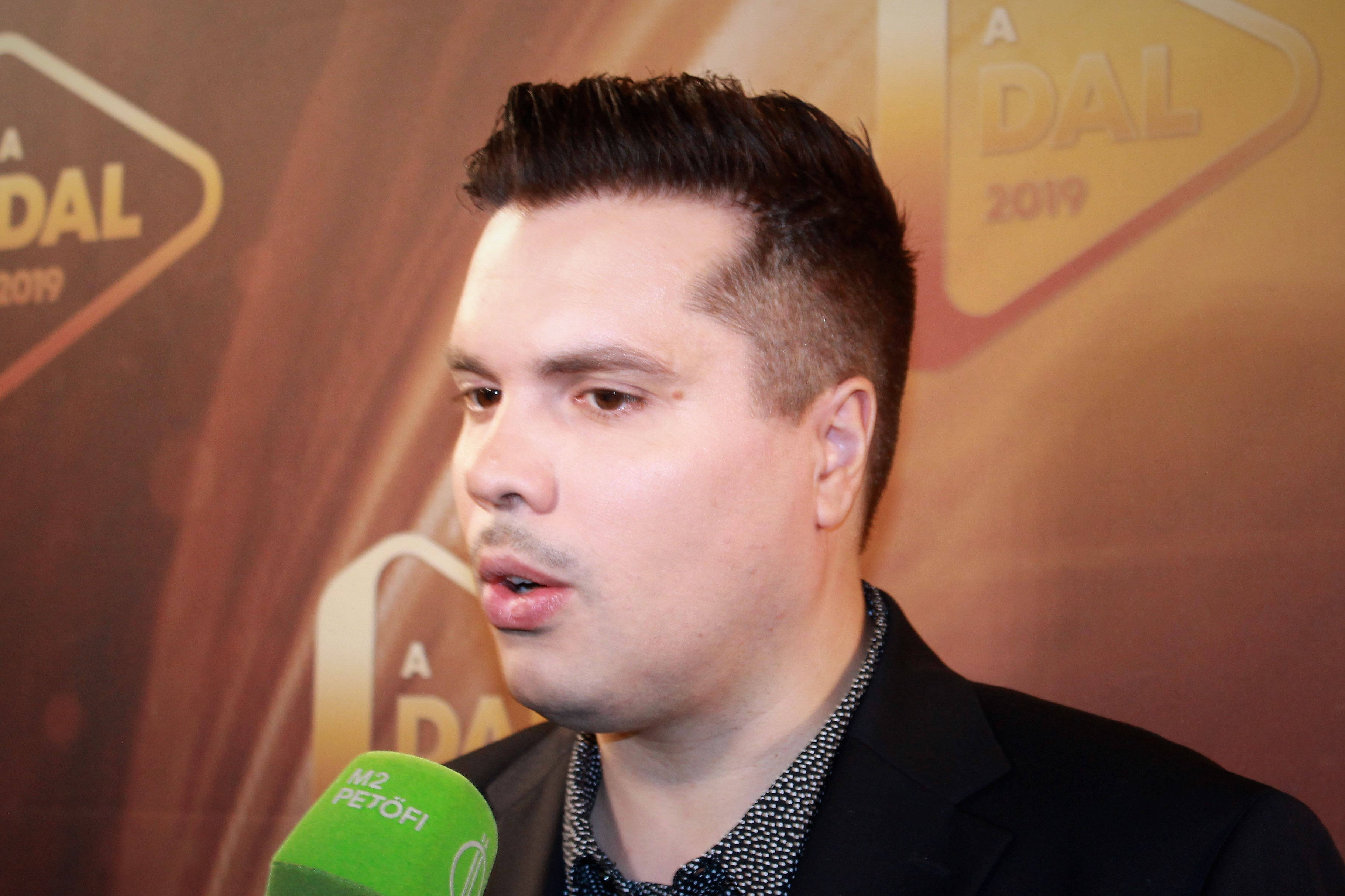
Miklós Both

### Preise
Auch 2019 werden wieder Preise verliehen. Verliehen werden wieder einmal Best Lyrics of A Dal 2019 bzw. der beste Text bei A Dal 2019 sowie New Talent of A Dal 2019, also die größte Neuentdeckung der Show. Entschieden werden diese Sieger jeweils von der diesjährigen A Dal Jury.

### Logo

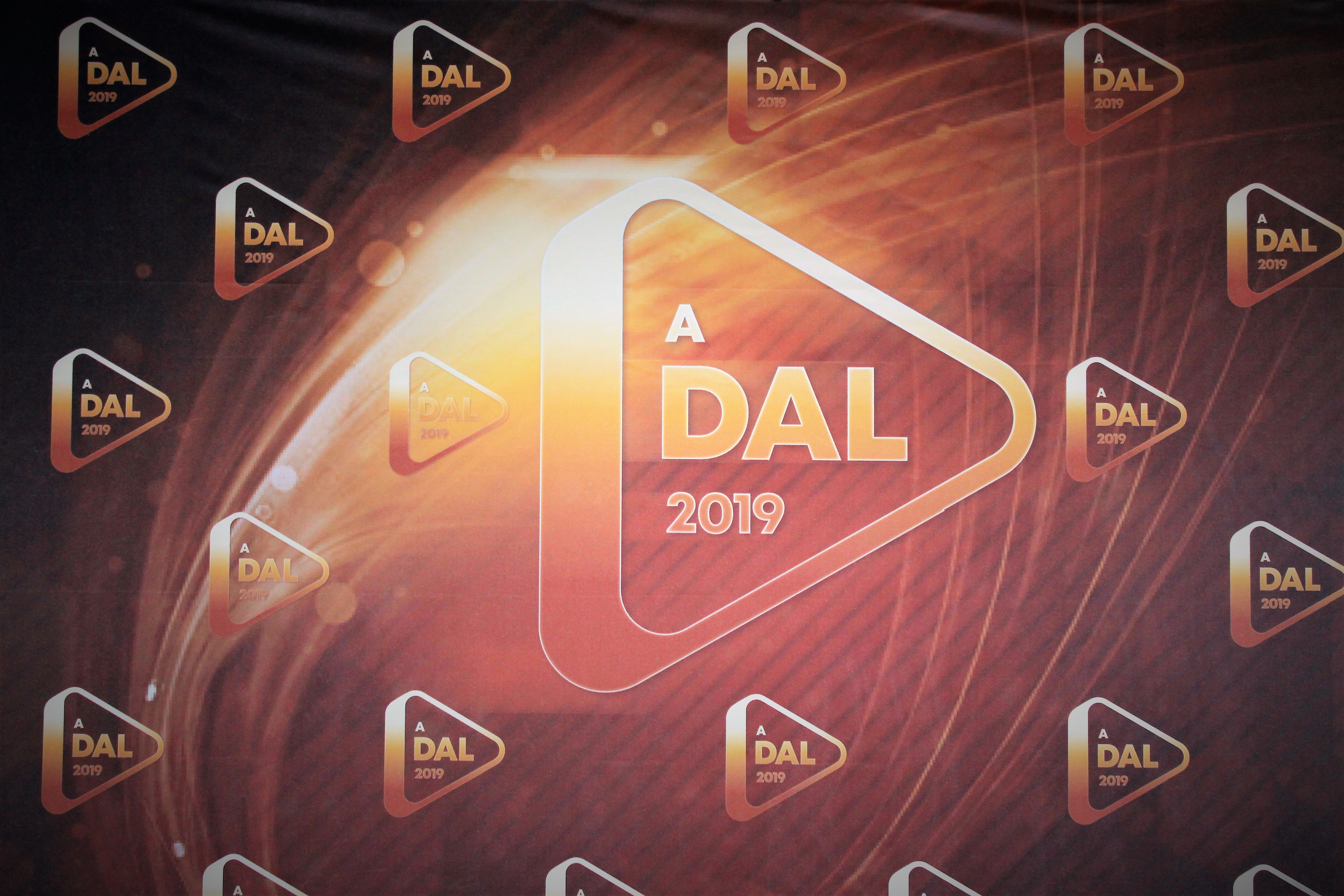
Das neue A Dal Logo

Für 2019 wurde erstmals ein neues Logo für A Dal vorgestellt, das das alte Logo von 2012 bis 2018 ablöst.

### Moderation
Am 3. Dezember 2018 gab MTVA bekannt, dass Freddie, der A Dal 2018 bereits moderierte, auch wieder 2019 moderieren wird. Zusammen wird es dies allerdings mit Bogi Dallos durchführen, die 2013, 2014 und 2015 am A Dal teilnahm.

### Beitragswahl
Vom 30. Oktober 2018 bis zum ursprünglich 8. November 2018 konnten Beiträge bei MTVA eingereicht werden. Im Gegensatz zu anderen Vorentscheiden, muss der Bewerber vorweisen können, dass er mindestens ein Album veröffentlicht oder einen nationalen Radiohit gehabt hat, um teilnehmen zu können. Dazu muss ein Vertrag mit einer Plattenfirma vorhanden sein sowie ein Vertrag mit einem Musikmanagement. Außerdem durften nur Beiträge in Ungarisch, Englisch oder einer anderen Minderheitssprache Ungarns eingereicht werden. Dazu durften nur ungarische Komponisten teilnehmen. Am 7. November gab MTVA allerdings bekannt, dass bis zum 15. November nun Beiträge eingereicht werden können. Diese Fristverlängerung wurde durchgeführt, weil es laut MTVA ein hohes Interesse von Seiten der Musiker und Komponisten gab, Beiträge einzureichen.

## Teilnehmer

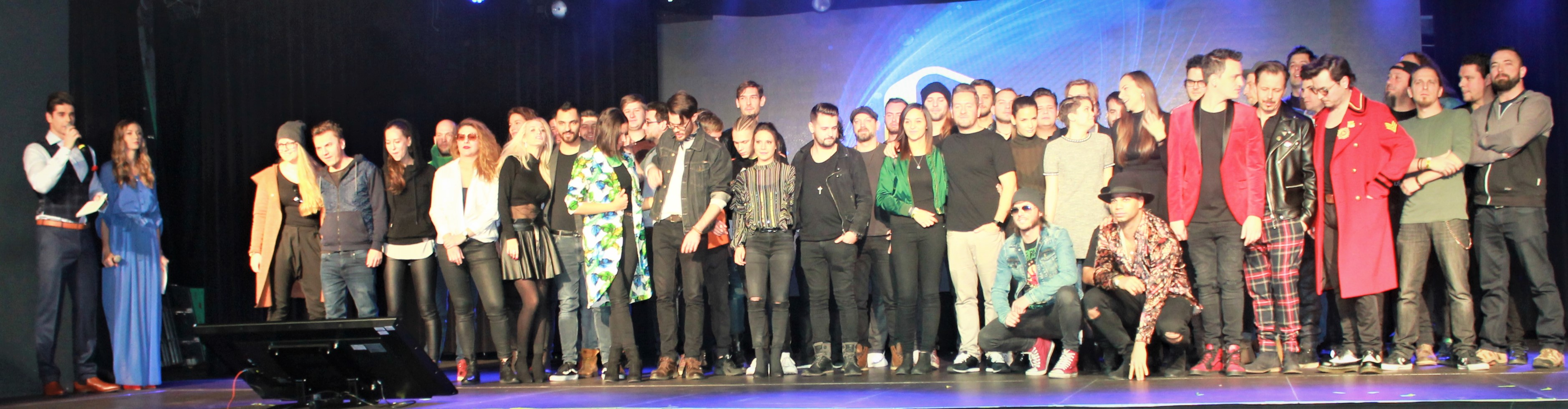
Die Teilnehmer von A Dal 2019

Am 3. Dezember 2018 stellte MTVA die 30 Teilnehmer des diesjährigen A Dal vor. Unter ihnen sind auch wieder einige Rückkehrer, die bereits an vergangenen A Dal Ausgaben teilnahmen.
Mit Abstand am häufigsten nahm András Kállay-Saunders am A Dal teil. Bereits 2012 und 2013 versuchte er als Solokünstler den Sieg einzufahren, was ihm aber erst 2014 gelang. Trotz seines Sieges kehrte er 2016 mit seiner Band Kállay Saunders Band zurück. Auch 2017 nahmen sie teil. 2019 wird er mit einer neuen Band, die The Middletonz, antreten, was seine sechste Teilnahme darstellt. Danach folgt Szabó Ádám der bereits 2013, 2015 und 2017 als Solokünstler teilnahm. 2018 nahm er dann als ein Teil des Duos yesyes teil, wo sie den zweiten Platz erreichten. Auch Köteles Leander nimmt 2019 zum bereits vierten Mal teil, nachdem er 2015 mit der Band Leander Rising teilnahm. 2017 und 2018 nahm er mit der Band Leander Kills teil. Auch Oláh Gergő nahm schon 2015 und 2016 als Solokünstler teil, während er 2017 als Teil der Gruppe Roma Soul teilnahm. Vavra Bence nahm bereits 2016 und 2018 als Solokünstler teil. Berkes Olivér nahm ebenfalls bereits in der Vergangenheit teil. 2016 und 2017 war dies der Fall.
Weitere Rückkehrer sind mit jeweils einer vorherigen Teilnahme Antal Timi (2015), Kyra (2017) und Petruska (2016). Ebenfalls kehrt ein A Dal Sieger zurück, nämlich Joci Pápai, der 2017 die Sendung gewann.
| Interpret               | Lied Musik (M) und Text (T)                                                                                        | Sprache   | Übersetzung (inoffiziell)     |
| ----------------------- | --- | --------- | ----------------------------- |
| Acoustic Planet         | Nyári zápor M/T: Kölcsey Szabolcs                                                                                  | Ungarisch | Sommerregen                   |
| Antal Tímea feat. Gergő | Kedves világ! M: Antal Tímea; T: Szigyártó Johanna                                                                 | Ungarisch | Liebe Welt!                   |
| Berkes Olivér           | Világítótorony M: Berkes Olivér, Vígh Arnold; T: Berkes Olivér, Molnár Tamás                                       | Ungarisch | Leuchtturm                    |
| DENIZ                   | Ide várnak vissza M: Vámos András; T: Rizner Dénes                                                                 | Ungarisch | Sie erwarten dich hier zurück |
| Diana                   | Little Bird M: Rakonczai Viktor; T: Tamara Olorga                                                                  | Englisch  | Kleiner Vogel                 |
| Fatal Error             | Kulcs M: Balázs Mihály, Balázs Miklós, Rimóczi Zsolt, Rónai Dávid, Kornyik Botond, Joós Bence; T: Rimóczi Zsolt    | Ungarisch | Schlüssel                     |
| Gotty                   | Csak egy perc M: Kovács Norbert; T: Gotthard Ádám                                                                  | Ungarisch | Nur eine Minute               |
| Hajdú Klára             | You're Gonna Rise M: Hajdu Klára, Szakonyi Milán; T: Hajdu Klára                                                   | Englisch  | Du wirst aufstehen            |
| Hamar Barni             | Wasted M/T: Hamar Barni                                                                                            | Englisch  | Verbraucht                    |
| Heatlie Dávid           | La Mama Hotel M: Turóczi Péter; T: Heatlie Dávid                                                                   | Englisch  | Das Hotel Mama                |
| Joci Pápai              | Az én apám M: Joci Pápai, Molnár Ferenc Caramel; T: Molnár Ferenc Caramel                                          | Ungarisch | Mein Vater                    |
| Konyha                  | Százszor visszajátszott M: Szepesi Mátyás, Toldi Miklós, Haller Dániel, Badics Márk; T: Szepesi Mátyás             | Ungarisch | Hundertmal abgespielt         |
| Kyra                    | Maradj még M/T: Fredor Kyra                                                                                        | Ungarisch | Bleibe noch                   |
| Leander Kills           | Hazavágyom M/T: Köteles Leander                                                                                    | Ungarisch | Ich möchte zu Hause sein      |
| Mocsok Egy Kölyök       | Egyszer M: Pulius Tamás, Horváth Ádám, Molnár Kristóf, Csekő Ádám; T: Pulius Tamás                                 | Ungarisch | Einmal                        |
| Monyo Projekt           | Run, Baby Run M: Molnár Endre; T: Molnár Edit                                                                      | Englisch  | Renn Schatz, renn             |
| Nagy Bogi               | Holnap M/T: Molnár Ferenc Caramel                                                                                  | Ungarisch | Morgen                        |
| Nomád                   | A remény hídjai M: Jánosi Szabolcs, Juhász Marcell, Mihalik Ábel, Nagy Levente; T: Jánosi Szabolcs, Juhász Marcell | Ungarisch | Die Brücken der Hoffnung      |
| Oláh Gergő              | Hozzád bújnék M: Mészáros Gábor; T: Osztás Mária                                                                   | Ungarisch | Ich werde auf dich fallen     |
| Pátkai Rozina           | Frida M: Pátkai Rozina, Fenyvesi Márton; T: Bán Zsófia                                                             | Ungarisch | —                             |
| Petruska                | Help Me Out of Here M/T: Petruska András                                                                           | Englisch  | Hilf mir hier raus            |
| Ruby Harlem             | Forró M: Heilig Tamás, Iván Szandra; T: Iván Szandra                                                               | Ungarisch | Heiß                          |
| Salvus                  | Barát M: Pötörke Zoltán, Erdélyi Péter, Kiss Gergely, Szabó Dániel; T: Pötörke Zoltán                              | Ungarisch | Freund                        |
| Szekér Gergő            | Madár, repülj! M/T: Szekér Gergő                                                                                   | Ungarisch | Vogel, flieg!                 |
| The Middletonz          | Roses M/T: Farshad Alebatool, Fehér Holló Attila, András Kállay-Saunders                                           | Englisch  | Rosen                         |
| The Sign                | Ő M/T: Czinke Máté Gábor                                                                                           | Ungarisch | Er/Sie/Es                     |
| USNK                    | Posztolj M: Somogyvári Dániel; T: Márta Alex                                                                       | Ungarisch | Poste es!                     |
| Várai László            | Someone Who Lives Like This M/T: Váray László                                                                      | Englisch  | Jemand der so lebt            |
| Varga Bence             | Szótlanság M: Csöndör László Diaz, Kozma Kata, Vavra Bence; T: Fodor Máté, Csöndör László Diaz                     | Ungarisch | Sprachlosigkeit               |
| yesyes                  | Incomplete M: Szabó Ádám, Danka Dávid Walston; T: Halász Péter                                                     | Englisch  | Unvollständig                 |

## Heats

### Heat 1
Heat 1 fand am 19. Januar 2019 statt. Hier traten zehn Teilnehmer gegeneinander an. Nach zwei Abstimmungsrunden qualifizierten sich sechs Teilnehmer für das Halbfinale. In der ersten Runde der Abstimmung wurden fünf Qualifikanten bestimmt per Kombination von Juryvoting & Televoting. In der zweiten Runde mussten sich die verbliebenen fünf Teilnehmer einer zweiten Televotingrunde stellen, wo durch der sechste Qualifikant bestimmt wurde.
| Platz | Startnr. | Interpret               | Lied Musik (M) und Text (T)                                                                                        | Sprache   | Übersetzung (Inoffiziell)     | Juryvoting | Juryvoting | Juryvoting | Juryvoting | Televoting | Gesamt | Bild         |
| Platz | Startnr. | Interpret               | Lied Musik (M) und Text (T)                                                                                        | Sprache   | Übersetzung (Inoffiziell)     | F. Nagy    | L. Vincze  | M. Mező    | M. Both    | Televoting | Gesamt | Bild         |
| ----- | -------- | ----------------------- | --- | --------- | ----------------------------- | ---------- | ---------- | ---------- | ---------- | ---------- | ------ | ------------ |
| 1.    | 01       | Szekér Gergő            | Madár, repülj! M/T: Szekér Gergő                                                                                   | Ungarisch | Vogel, flieg!                 | 08         | 09         | 08         | 08         | 08         | 41     | Szekér Gergő |
| 2.    | 09       | Oláh Gergő              | Hozzád bújnék M: Mészáros Gábor; T: Osztás Mária                                                                   | Ungarisch | Ich werde auf dich fallen     | 07         | 09         | 09         | 08         | 08         | 41     | Oláh Gergő   |
| 3.    | 07       | Antal Tímea feat. Gergő | Kedves világ! M: Antal Tímea; T: Szigyártó Johanna                                                                 | Ungarisch | Liebe Welt!                   | 10         | 09         | 06         | 06         | 08         | 39     |              |
| 4.    | 02       | Konyha                  | Százszor visszajátszott M: Szepesi Mátyás, Toldi Miklós, Haller Dániel, Badics Márk; T: Szepesi Mátyás             | Ungarisch | Hundertmal abgespielt         | 06         | 08         | 08         | 08         | 08         | 38     |              |
| 5.    | 08       | Nomád                   | A remény hídjai M: Jánosi Szabolcs, Juhász Marcell, Mihalik Ábel, Nagy Levente; T: Jánosi Szabolcs, Juhász Marcell | Ungarisch | Die Brücken der Hoffnung      | 06         | 07         | 07         | 07         | 08         | 35     |              |
| 6.    | 10       | DENIZ                   | Ide várnak vissza M: Vámos András; T: Rizner Dénes                                                                 | Ungarisch | Sie erwarten dich hier zurück | 06         | 07         | 06         | 06         | 09         | 34     |              |
| 7.    | 06       | Berkes Olivér           | Világítótorony M: Berkes Olivér, Vígh Arnold; T: Berkes Olivér, Molnár Tamás                                       | Ungarisch | Leuchtturm                    | 05         | 08         | 06         | 06         | 08         | 33     |              |
| 8.    | 04       | Pátkai Rozina           | Frida M: Pátkai Rozina, Fenyvesi Márton; T: Bán Zsófia                                                             | Ungarisch | —                             | 05         | 07         | 07         | 07         | 05         | 31     |              |
| 9.    | 03       | Várai László            | Someone Who Lives Like This M/T: Váray László                                                                      | Englisch  | Jemand der so lebt            | 05         | 06         | 06         | 06         | 06         | 29     |              |
| 10.   | 05       | Hamar Barni             | Wasted M/T: Hamar Barni                                                                                            | Englisch  | Verbraucht                    | 06         | 06         | 05         | 05         | 07         | 29     |              |

 Kandidat hat sich für das Halbfinale qualifiziert.
 Kandidat hat sich per Televoting für das Halbfinale qualifiziert.

### Heat 2
Heat 2 fand am 26. Januar 2019 statt. Hier traten zehn Teilnehmer gegeneinander an. Nach zwei Abstimmungsrunden qualifizierten sich sechs Teilnehmer für das Halbfinale. In der ersten Runde der Abstimmung wurden fünf Qualifikanten bestimmt per Kombination von Juryvoting & Televoting. In der zweiten Runde mussten sich die verbliebenen fünf Teilnehmer einer zweiten Televotingrunde stellen, wo durch der sechste Qualifikant bestimmt wurde.
| Platz | Startnr. | Interpret       | Lied Musik (M) und Text (T)                                                                                     | Sprache   | Übersetzung (Inoffiziell) | Juryvoting | Juryvoting | Juryvoting | Juryvoting | Televoting | Gesamt | Bild            |
| Platz | Startnr. | Interpret       | Lied Musik (M) und Text (T)                                                                                     | Sprache   | Übersetzung (Inoffiziell) | F. Nagy    | L. Vincze  | M. Mező    | M. Both    | Televoting | Gesamt | Bild            |
| ----- | -------- | --------------- | --- | --------- | ------------------------- | ---------- | ---------- | ---------- | ---------- | ---------- | ------ | --------------- |
| 1.    | 06       | Fatal Error     | Kulcs M: Balázs Mihály, Balázs Miklós, Rimóczi Zsolt, Rónai Dávid, Kornyik Botond, Joós Bence; T: Rimóczi Zsolt | Ungarisch | Schlüssel                 | 09         | 09         | 09         | 09         | 09         | 45     | Fatal Error     |
| 2.    | 05       | Acoustic Planet | Nyári zápor M/T: Kölcsey Szabolcs                                                                               | Ungarisch | Sommerregen               | 08         | 09         | 09         | 09         | 08         | 43     | Akusztik Planet |
| 3.    | 02       | The Middletonz  | Roses M/T: Farshad Alebatool, Fehér Holló Attila, András Kállay-Saunders                                        | Englisch  | Rosen                     | 08         | 08         | 09         | 08         | 08         | 41     | The Middletonz  |
| 4.    | 07       | Varga Bence     | Szótlanság M: Csöndör László Diaz, Kozma Kata, Vavra Bence; T: Fodor Máté, Csöndör László Diaz                  | Ungarisch | Sprachlosigkeit           | 07         | 09         | 08         | 07         | 08         | 39     | Varga Bence     |
| 5.    | 09       | The Sign        | Ő M/T: Czinke Máté Gábor                                                                                        | Ungarisch | Er/Sie/Es                 | 07         | 07         | 08         | 08         | 08         | 38     | The Sign        |
| 6.    | 10       | yesyes          | Incomplete M: Szabó Ádám, Danka Dávid Walston; T: Halász Péter                                                  | Englisch  | Unvollständig             | 07         | 06         | 07         | 07         | 08         | 35     | yesyes          |
| 7.    | 01       | Heatlie Dávid   | La Mama Hotel M: Turóczi Péter; T: Heatlie Dávid                                                                | Englisch  | Das Hotel Mama            | 07         | 07         | 06         | 07         | 07         | 34     | Heatlie Dávid   |
| 8.    | 08       | Diana           | Little Bird M: Rakonczai Viktor; T: Tamara Olorga                                                               | Englisch  | Kleiner Vogel             | 06         | 07         | 07         | 06         | 08         | 34     | Diana           |
| 9.    | 03       | Hajdú Klára     | You're Gonna Rise M: Hajdu Klára, Szakonyi Milán; T: Hajdu Klára                                                | Englisch  | Du wirst aufstehen        | 05         | 08         | 07         | 06         | 06         | 32     | Hajdú Klára     |
| 10.   | 04       | Gotty           | Csak egy perc M: Kovács Norbert; T: Gotthard Ádám                                                               | Ungarisch | Nur eine Minute           | 05         | 05         | 04         | 04         | 08         | 26     | Gotty           |

 Kandidat hat sich für das Halbfinale qualifiziert.
 Kandidat hat sich per Televoting für das Halbfinale qualifiziert.

### Heat 3
Heat 3 fand am 2. Februar 2019 statt. Hier traten zehn Teilnehmer gegeneinander an. Nach zwei Abstimmungsrunden qualifizierten sich sechs Teilnehmer für das Halbfinale. In der ersten Runde der Abstimmung wurden fünf Qualifikanten bestimmt per Kombination von Juryvoting & Televoting. In der zweiten Runde mussten sich die verbliebenen fünf Teilnehmer einer zweiten Televotingrunde stellen, wo durch der sechste Qualifikant bestimmt wurde.
| Platz | Startnr. | Interpret         | Lied Musik (M) und Text (T)                                                           | Sprache   | Übersetzung (Inoffiziell) | Juryvoting | Juryvoting | Juryvoting | Juryvoting | Televoting | Gesamt | Bild              |
| Platz | Startnr. | Interpret         | Lied Musik (M) und Text (T)                                                           | Sprache   | Übersetzung (Inoffiziell) | F. Nagy    | L. Vincze  | M. Mező    | M. Both    | Televoting | Gesamt | Bild              |
| ----- | -------- | ----------------- | ------------------------------------------------------------------------------------- | --------- | ------------------------- | ---------- | ---------- | ---------- | ---------- | ---------- | ------ | ----------------- |
| 1.    | 04       | Nagy Bogi         | Holnap M/T: Molnár Ferenc Caramel                                                     | Ungarisch | Morgen                    | 08         | 09         | 08         | 08         | 08         | 41     | Nagy Bogi         |
| 2.    | 07       | Joci Pápai        | Az én apám M: Joci Pápai, Molnár Ferenc Caramel; T: Molnár Ferenc Caramel             | Ungarisch | Mein Vater                | 08         | 09         | 08         | 08         | 08         | 41     | Joci Pápai        |
| 3.    | 02       | Petruska          | Help Me Out of Here M/T: Petruska András                                              | Englisch  | Hilf mir hier raus        | 08         | 08         | 09         | 08         | 07         | 40     | Petruska          |
| 4.    | 06       | Ruby Harlem       | Forró M: Heilig Tamás, Iván Szandra; T: Iván Szandra                                  | Ungarisch | Heiß                      | 07         | 08         | 09         | 09         | 07         | 40     | Ruby Harlem       |
| 5.    | 10       | Mocsok Egy Kölyök | Egyszer M: Pulius Tamás, Horváth Ádám, Molnár Kristóf, Csekő Ádám; T: Pulius Tamás    | Ungarisch | Einmal                    | 08         | 08         | 08         | 07         | 08         | 39     | Mocsok Egy Kölyök |
| 6.    | 01       | Leander Kills     | Hazavágyom M/T: Köteles Leander                                                       | Ungarisch | Ich möchte zu Hause sein  | 07         | 08         | 07         | 07         | 09         | 38     | Leander Kills     |
| 7.    | 05       | Salvus            | Barát M: Pötörke Zoltán, Erdélyi Péter, Kiss Gergely, Szabó Dániel; T: Pötörke Zoltán | Ungarisch | Freund                    | 07         | 08         | 06         | 07         | 08         | 36     | Salvus            |
| 8.    | 03       | Monyo Projekt     | Run, Baby Run M: Molnár Endre; T: Molnár Edit                                         | Englisch  | Renn Schatz, renn         | 07         | 07         | 07         | 07         | 07         | 35     | Monyo Projekt     |
| 9.    | 09       | USNK              | Posztolj M: Somogyvári Dániel; T: Márta Alex                                          | Ungarisch | Poste es!                 | 06         | 06         | 07         | 07         | 09         | 35     | USNK              |
| 10.   | 08       | Kyra              | Maradj még M/T: Fredor Kyra                                                           | Ungarisch | Bleibe noch               | 05         | 06         | 06         | 05         | 06         | 28     | Kyra              |

 Kandidat hat sich für das Halbfinale qualifiziert.
 Kandidat hat sich per Televoting für das Halbfinale qualifiziert.

## Halbfinale

### Erstes Halbfinale
Das erste Halbfinale fand am 9. Februar 2019 statt. Hier traten neun Teilnehmer gegeneinander an. Nach zwei Abstimmungsrunden qualifizierten sich drei Teilnehmer für das Finale. In der ersten Runde der Abstimmung wurden drei Finalisten bestimmt per Kombination von Juryvoting & Televoting. In der zweiten Runde mussten sich die verbliebenen sechs Teilnehmer einer zweiten Televotingrunde stellen, wo durch der vierte Finalist bestimmt wurde.
Am 18. Februar 2019 gab MTVA bekannt, dass sie den Sänger Petruska disqualifizieren mussten. Sein Lied Help Me Out Of Here ist laut einer speziell zusammengestellten Kommission von MTVA ein Plagiat von White Sky von Vampire Weekend’s, welches bereits 2016 veröffentlicht wurde. Der Startplatz im Finale erhielt Oláh Gergő aus dem zweiten Halbfinale mit seinem Lied Hozzád bújnék.
| Platz | Startnr. | Interpret       | Lied Musik (M) und Text (T)                                                                            | Sprache   | Übersetzung (Inoffiziell)     | Juryvoting | Juryvoting | Juryvoting | Juryvoting | Televoting | Gesamt |
| Platz | Startnr. | Interpret       | Lied Musik (M) und Text (T)                                                                            | Sprache   | Übersetzung (Inoffiziell)     | F. Nagy    | L. Vincze  | M. Mező    | M. Both    | Televoting | Gesamt |
| ----- | -------- | --------------- | --- | --------- | ----------------------------- | ---------- | ---------- | ---------- | ---------- | ---------- | ------ |
| 1.    | 6        | Acoustic Planet | Nyári zápor M/T: Kölcsey Szabolcs                                                                      | Ungarisch | Sommerregen                   | 09         | 09         | 09         | 10         | 08         | 45     |
| 2.    | 5        | Petruska        | Help Me Out of Here M/T: Petruska András                                                               | Englisch  | Hilf mir hier raus            | 08         | 08         | 09         | 09         | 08         | 42     |
| 3.    | 9        | Varga Bence     | Szótlanság M: Csöndör László Diaz, Kozma Kata, Vavra Bence; T: Fodor Máté, Csöndör László Diaz         | Ungarisch | Sprachlosigkeit               | 08         | 09         | 09         | 08         | 08         | 42     |
| 4.    | 8        | The Middletonz  | Roses M/T: Farshad Alebatool, Fehér Holló Attila, András Kállay-Saunders                               | Englisch  | Rosen                         | 08         | 08         | 08         | 08         | 09         | 41     |
| 5.    | 3        | Konyha          | Százszor visszajátszott M: Szepesi Mátyás, Toldi Miklós, Haller Dániel, Badics Márk; T: Szepesi Mátyás | Ungarisch | Hundertmal abgespielt         | 06         | 08         | 08         | 08         | 08         | 38     |
| 6.    | 4        | The Sign        | Ő M/T: Czinke Máté Gábor                                                                               | Ungarisch | Er/Sie/Es                     | 07         | 08         | 08         | 07         | 07         | 37     |
| 7.    | 2        | yesyes          | Incomplete M: Szabó Ádám, Danka Dávid Walston; T: Halász Péter                                         | Englisch  | Unvollständig                 | 07         | 06         | 07         | 07         | 08         | 35     |
| 8.    | 7        | DENIZ           | Ide várnak vissza M: Vámos András; T: Rizner Dénes                                                     | Ungarisch | Sie erwarten dich hier zurück | 06         | 07         | 06         | 07         | 09         | 35     |
| 9.    | 1        | USNK            | Posztolj M: Somogyvári Dániel; T: Márta Alex                                                           | Ungarisch | Poste es!                     | 06         | 06         | 07         | 07         | 08         | 34     |

 Kandidat hat sich für das Finale qualifiziert.
 Kandidat hat sich per Televoting für das Finale qualifiziert.
 Kandidat wurde disqualifiziert.

### Zweites Halbfinale
Das zweite Halbfinale fand am 16. Februar 2019 statt. Hier traten neun Teilnehmer gegeneinander an. Nach zwei Abstimmungsrunden qualifizierten sich drei Teilnehmer für das Finale. In der ersten Runde der Abstimmung wurden drei Finalisten bestimmt per Kombination von Juryvoting & Televoting. In der zweiten Runde mussten sich die verbliebenen sechs Teilnehmer einer zweiten Televotingrunde stellen, wo durch der vierte Finalist bestimmt wurde.
Am 18. Februar 2019 gab MTVA bekannt, dass Petruska mit seinem Lied Help Me Out Of Here aus dem ersten Halbfinale disqualifiziert wurde. Sein Startplatz im Finale erhielt damit Oláh Gergő mit seinem Lied Hozzád bújnék.
| Platz | Startnr. | Interpret               | Lied Musik (M) und Text (T)                                                                                        | Sprache   | Übersetzung (Inoffiziell) | Juryvoting | Juryvoting | Juryvoting | Juryvoting | Televoting | Gesamt |
| Platz | Startnr. | Interpret               | Lied Musik (M) und Text (T)                                                                                        | Sprache   | Übersetzung (Inoffiziell) | F. Nagy    | L. Vincze  | M. Mező    | M. Both    | Televoting | Gesamt |
| ----- | -------- | ----------------------- | --- | --------- | ------------------------- | ---------- | ---------- | ---------- | ---------- | ---------- | ------ |
| 1.    | 9        | Joci Pápai              | Az én apám M: Joci Pápai, Molnár Ferenc Caramel; T: Molnár Ferenc Caramel                                          | Ungarisch | Mein Vater                | 09         | 10         | 09         | 08         | 09         | 45     |
| 2.    | 1        | Szekér Gergő            | Madár, repülj! M/T: Szekér Gergő                                                                                   | Ungarisch | Vogel, flieg!             | 09         | 09         | 08         | 08         | 09         | 43     |
| 3.    | 4        | Nagy Bogi               | Holnap M/T: Molnár Ferenc Caramel                                                                                  | Ungarisch | Morgen                    | 08         | 09         | 09         | 08         | 08         | 42     |
| 4.    | 5        | Oláh Gergő              | Hozzád bújnék M: Mészáros Gábor; T: Osztás Mária                                                                   | Ungarisch | Ich werde auf dich fallen | 07         | 09         | 09         | 08         | 08         | 41     |
| 5.    | 7        | Fatal Error             | Kulcs M: Balázs Mihály, Balázs Miklós, Rimóczi Zsolt, Rónai Dávid, Kornyik Botond, Joós Bence; T: Rimóczi Zsolt    | Ungarisch | Schlüssel                 | 08         | 08         | 08         | 08         | 08         | 40     |
| 6.    | 3        | Mocsok Egy Kölyök       | Egyszer M: Pulius Tamás, Horváth Ádám, Molnár Kristóf, Csekő Ádám; T: Pulius Tamás                                 | Ungarisch | Einmal                    | 08         | 08         | 08         | 07         | 08         | 39     |
| 7.    | 6        | Antal Tímea feat. Gergő | Kedves világ! M: Antal Tímea; T: Szigyártó Johanna                                                                 | Ungarisch | Liebe Welt!               | 10         | 08         | 06         | 06         | 08         | 38     |
| 8.    | 8        | Ruby Harlem             | Forró M: Heilig Tamás, Iván Szandra; T: Iván Szandra                                                               | Ungarisch | Heiß                      | 07         | 08         | 08         | 08         | 07         | 38     |
| 9.    | 2        | Nomád                   | A remény hídjai M: Jánosi Szabolcs, Juhász Marcell, Mihalik Ábel, Nagy Levente; T: Jánosi Szabolcs, Juhász Marcell | Ungarisch | Die Brücken der Hoffnung  | 07         | 07         | 07         | 07         | 08         | 36     |

 Kandidat hat sich für das Finale qualifiziert.
 Kandidat hat sich per Televoting für das Finale qualifiziert.
 Kandidat hat sich über eine Nachnominierung für das Finale qualifiziert.

## Finale

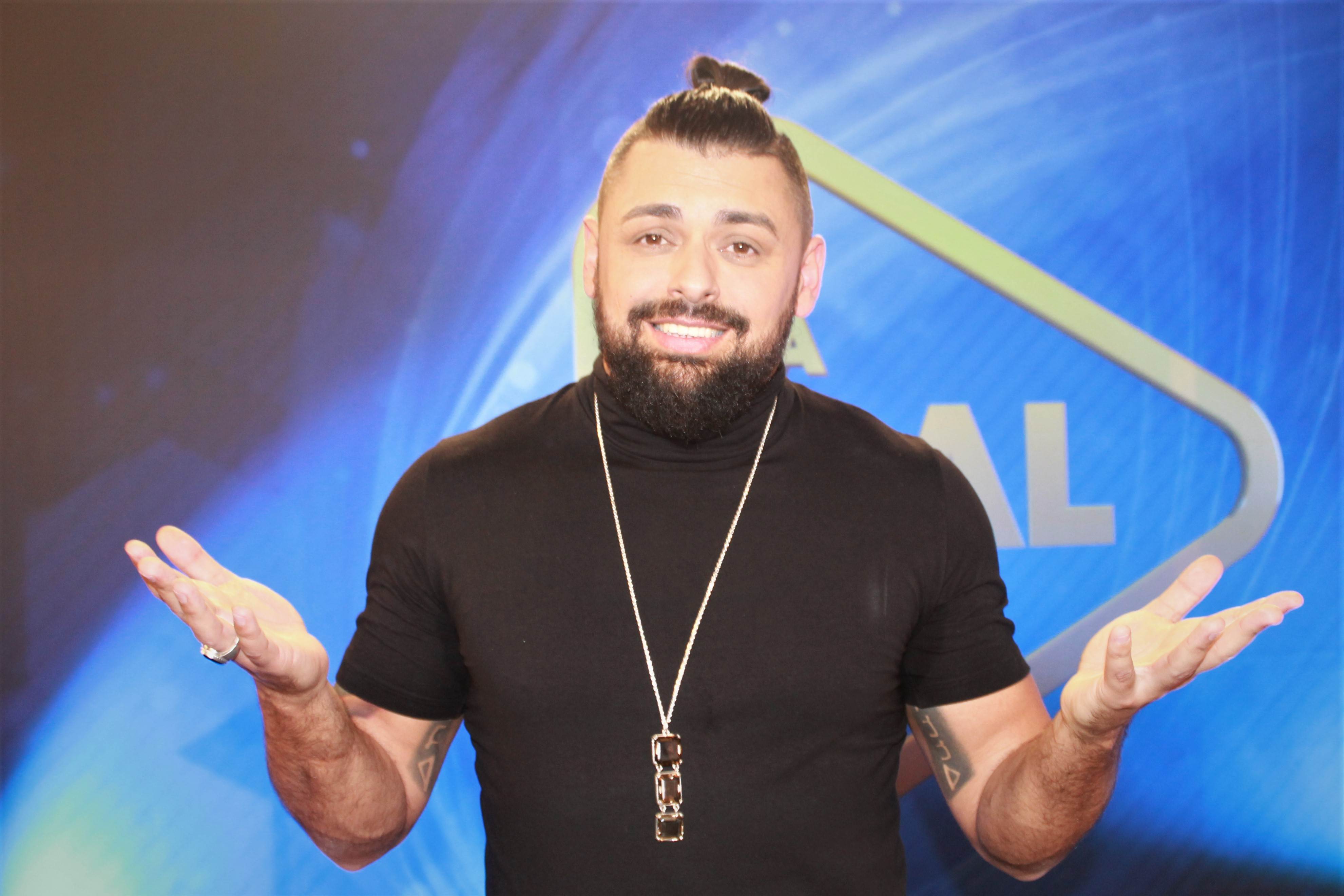
Der Gewinner der ungarischen Vorentscheidung: Joci Pápai

Das Finale fand am 23. Februar 2019 statt. Hier traten acht Teilnehmer gegeneinander an. Das Abstimmungsverfahren verlief allerdings anders als im Halbfinale. In der ersten Abstimmungsrunde bestimmten die vier Juroren vier Teilnehmer für die zweite Abstimmungsrunde. Dazu verteilten diese jeweils 4, 6, 8 und 10 Punkte an die vier besten Teilnehmer. In der zweiten Abstimmungsrunde bestimmen dann die Zuschauer Joci Pápai als Sieger.
| Platz | Startnr. | Interpret       | Lied Musik (M) und Text (T)                                                                                     | Sprache   | Übersetzung (Inoffiziell) | Juryvoting | Juryvoting | Juryvoting | Juryvoting | Gesamt |
| Platz | Startnr. | Interpret       | Lied Musik (M) und Text (T)                                                                                     | Sprache   | Übersetzung (Inoffiziell) | F. Nagy    | L. Vincze  | M. Mező    | M. Both    | Gesamt |
| ----- | -------- | --------------- | --- | --------- | ------------------------- | ---------- | ---------- | ---------- | ---------- | ------ |
| 1.    | 5        | Joci Pápai      | Az én apám M: Joci Pápai, Molnár Ferenc Caramel; T: Molnár Ferenc Caramel                                       | Ungarisch | Mein Vater                | –          | 10         | 10         | 06         | 26     |
| 2.–4. | 3        | Nagy Bogi       | Holnap M/T: Molnár Ferenc Caramel                                                                               | Ungarisch | Morgen                    | 10         | 06         | –          | –          | 16     |
| 2.–4. | 7        | Acoustic Planet | Nyári zápor M/T: Kölcsey Szabolcs                                                                               | Ungarisch | Sommerregen               | 06         | –          | 06         | 10         | 22     |
| 2.–4. | 8        | Varga Bence     | Szótlanság M: Csöndör László Diaz, Kozma Kata, Vavra Bence; T: Fodor Máté, Csöndör László Diaz                  | Ungarisch | Sprachlosigkeit           | 04         | 08         | 08         | –          | 20     |
| –     | 1        | The Middletonz  | Roses M/T: Farshad Alebatool, Fehér Holló Attila, András Kállay-Saunders                                        | Englisch  | Rosen                     | –          | 04         | –          | 04         | 08     |
| –     | 2        | Oláh Gergő      | Hozzád bújnék M: Mészáros Gábor; T: Osztás Mária                                                                | Ungarisch | Ich werde auf dich fallen | –          | –          | –          | –          | 0      |
| –     | 4        | Fatal Error     | Kulcs M: Balázs Mihály, Balázs Miklós, Rimóczi Zsolt, Rónai Dávid, Kornyik Botond, Joós Bence; T: Rimóczi Zsolt | Ungarisch | Schlüssel                 | 08         | –          | –          | –          | 08     |
| –     | 6        | Szekér Gergő    | Madár, repülj! M/T: Szekér Gergő                                                                                | Ungarisch | Vogel, flieg!             | –          | –          | 04         | 08         | 12     |

 Kandidat hat sich für die zweite Abstimmungsrunde qualifiziert.